# Photonenwaage
Die Photonenwaage wurde von Albert Einstein als Gedankenexperiment erfunden, um die Unvollständigkeit der Quantenmechanik zu zeigen. Nach der Quantentheorie können der Zeitraum, an dem ein Quantenteilchen einen bestimmten Raum verlässt, und die Energie dieses Quantenteilchens nicht beide beliebig genau bestimmt werden. Diese „Unschärfe“ wird in der Quantentheorie durch die Heisenbergsche Unschärferelation beschrieben. Albert Einstein stellte dieses Gedankenexperiment 1930 auf dem Solvay-Kongress überraschend Niels Bohr vor.
Interessanterweise wird der scheinbare Widerspruch zwischen spezieller Relativitätstheorie und Quantentheorie durch Albert Einsteins eigene allgemeine Relativitätstheorie aufgehoben.

## Beschreibung

Photonenwaage nach Albert Einstein

In einem abgeschlossenen System, das an einer Federwaage hängt, befinden sich eine Uhr, ein von der Uhr steuerbarer Verschluss und eine Photonenquelle. Zu Beginn des Versuchs wird das Gewicht des Systems gemessen. Danach wird der von der Uhr gesteuerte Verschluss für die kurze Zeit {\displaystyle \Delta t} geöffnet, so dass elektromagnetische Energie in Form eines Photons aus dem System entweichen kann. Anschließend wird wieder eine Wägung durchgeführt.
Für beide Wägungen steht beliebig viel Zeit zur Verfügung, so dass sie beliebig genau durchgeführt werden können. Mit der Abnahme der Masse {\displaystyle \Delta m} kann nach der Speziellen Relativitätstheorie über die Beziehung für die Äquivalenz von Masse und Energie {\displaystyle E=\Delta mc^{2}} die Energie {\displaystyle E} des Photons im Prinzip ebenfalls beliebig exakt bestimmt werden ({\displaystyle c} bezeichne die Lichtgeschwindigkeit).
Darüber hinaus kann auch die Auslösung des Verschlusses beliebig kurz erfolgen, so dass sowohl der Zeitpunkt, an dem das Photon das System verlassen hat, als auch dessen Energie im Prinzip beliebig genau bestimmt werden können. Dies steht zunächst im Widerspruch zur Heisenbergschen Unschärferelation, nach der das Produkt aus Energie- und Zeitdifferenz nicht beliebig klein werden kann.

## Auflösung des Widerspruchs
Niels Bohr konnte den Widerspruch einen Tag später auflösen, indem er das Prinzip von Albert Einsteins Allgemeiner Relativitätstheorie auf das Experiment anwendete: Durch die Verminderung der Masse des Systems nach dem Verlassen des Photons zieht die Feder der Waage das System geringfügig nach oben, so dass die im System befindliche Uhr einer Zeitdilatation unterliegt, die durch die Verringerung des Gravitationspotentials verursacht wird. Die Unbestimmtheit der Zeitmessung hat eine Unschärfe zur Folge, die in der Größenordnung mit der von der Heisenbergschen Unschärferelation vorausgesagten Unschärfe übereinstimmt.